# لانه‌کن‌های کارائیبی
لانه‌کن‌های کارائیبی (نام علمی: Priotelus) نام یک سرده از تیره لانه‌کن است.